# José Carvalho da Rocha
José Carvalho da Rocha (Luanda, 30 de março de 1964) é um político angolano, antigo ministro das Telecomunicações e Tecnologias de Informação (desde outubro de 2008 a março de 2020).